# Мезенцев Юрій Борисович
Мезенцев Юрій Борисович (1928 (за іншими даними - 1929  –1964 (за іншими даними - у вересні 1965 ) — конструктор двигунів міжконтинентальних і космічних ракет, кандидат технічних наук. 

## Життєпис
Чернігівець, закінчив СШ № 8 у 1947 році із золотою медаллю.
Вчився у Ленінградському механічному інституті. 
1953 року отримав "червоний" диплом і був направлений у Конструкторське бюро (КБ) академіка Валентина Петровича Глушка. 
Про роботу Юрія відомо небагато. Відомо тільки, що він швидко доріс до заступника начальника відділу з проектування рідинно-реактивних двигунів для другого та першого ступенів ракет. Тих, що стояли на "Востоку" і "Восході", виводили на орбіту "Союз" і численні станції. 
Його праці друкувалися в журналі «Авиация и космонавтика». Відомості про нього вміщені в «Маленькой энциклопедии по космонавтике». На його честь було названо один із кратерів («Кратер Мезенцева») на зворотному боці Місяця.
Помер від гострої серцевої нестачі.

## Нагороди
- 1957 — орден «Знак Пошани» — за запуск першого штучного супутника Землі,
- 1961 — орден Трудового Червоного Прапора — за політ Юрія Гагаріна.